# Yecuatla (kommun)
Yecuatla är en kommun i Mexiko.   Den ligger i delstaten Veracruz, i den sydöstra delen av landet, 250 km öster om huvudstaden Mexico City. Antalet invånare är 3 048. Arean är 136 kvadratkilometer.
Terrängen i Yecuatla är kuperad åt nordost, men åt sydväst är den bergig.
Följande samhällen finns i Yecuatla:
- Yecuatla
- Leona Vicario
- Roca de Oro
- La Defensa
- La Victoria
- Independencia
- Colonia Rafael Murillo Vidal
- El Mirador
- Plan de Almanza
- La Esperanza
- Cruz Blanca
- Colonia Lázaro Cárdenas
- La Unión
- Paz de Enríquez
- Arroyo de las Cañas
- La Aurora
- Nueva Reforma
- Las Lajas
- Benito Juárez